# Oene van der Veen
Oene van der Veen (Driesum, 1954) is een Nederlandse beeldhouwer.

## Leven en werk
Van der Veen begon met beeldhouwen toen hij vijfentwintig was. Hij studeerde in 1986 af aan de Academie Vredeman de Vries in Leeuwarden, afdeling monumentale vormgeving. Een jaar eerder had hij gedebuteerd met een serie houten beelden tijdens een solo-expositie in de Lycklamatuinen in Beetsterzwaag rond het thema: 'Eenzaamheid en verbinding'. Later exposeerde hij onder meer bij het Museum Joure en het Museum 't Coopmanshûs in Franeker en nam hij deel aan beeldhouwerssymposia in Duitsland. Van der Veen maakt sculpturen van mensen en dieren in hout of steen. Hij heeft zijn atelier in een oude melkfabriek in Giekerk.

## Werken (selectie)
- 1995: Ierde, famke, fûgel, Leeuwarden
- 2004: Hoeder van 'e frede, Driesum
- 2007: Totempaal, Leeuwarden.
- 2008: Lieben und Lassen, Friedeburg (Duitsland)
- 2016: Muze, Oenkerk

## Afbeeldingen

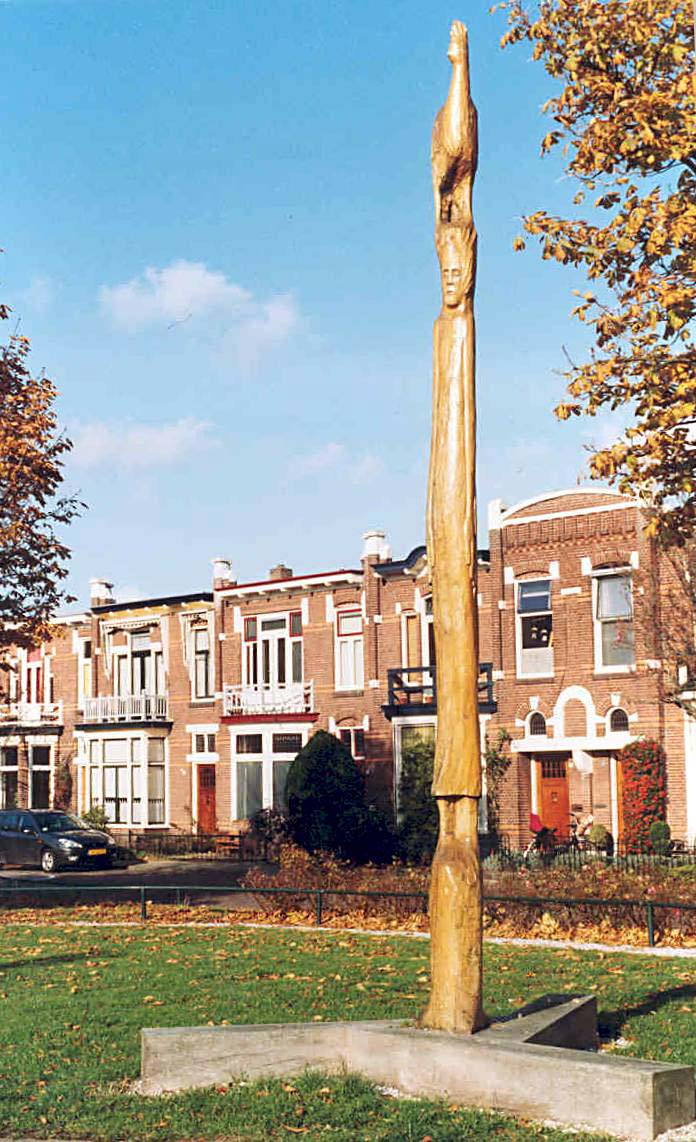
Ierde, famke, fûgel
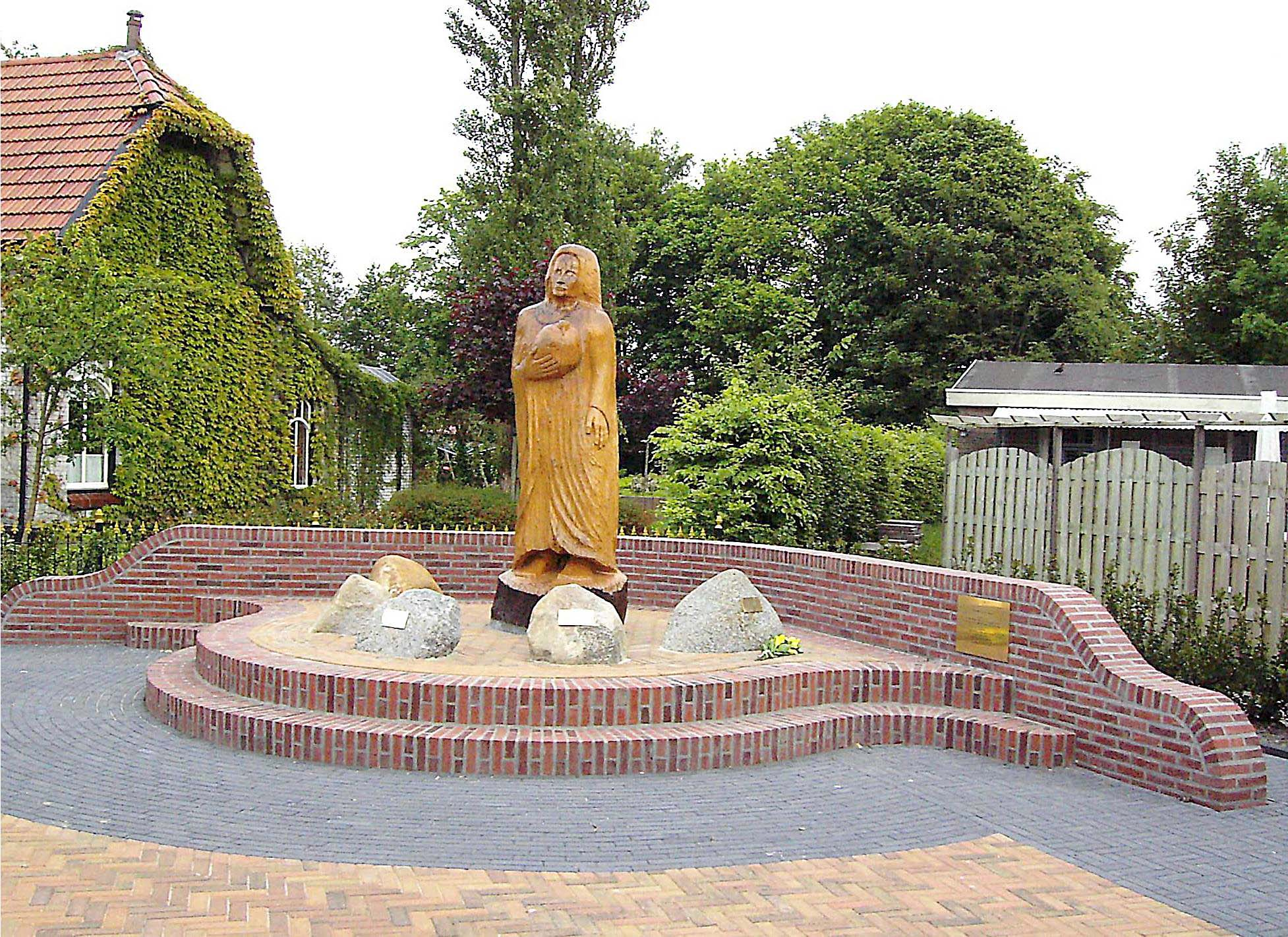
Hoeder fan ‘e frede
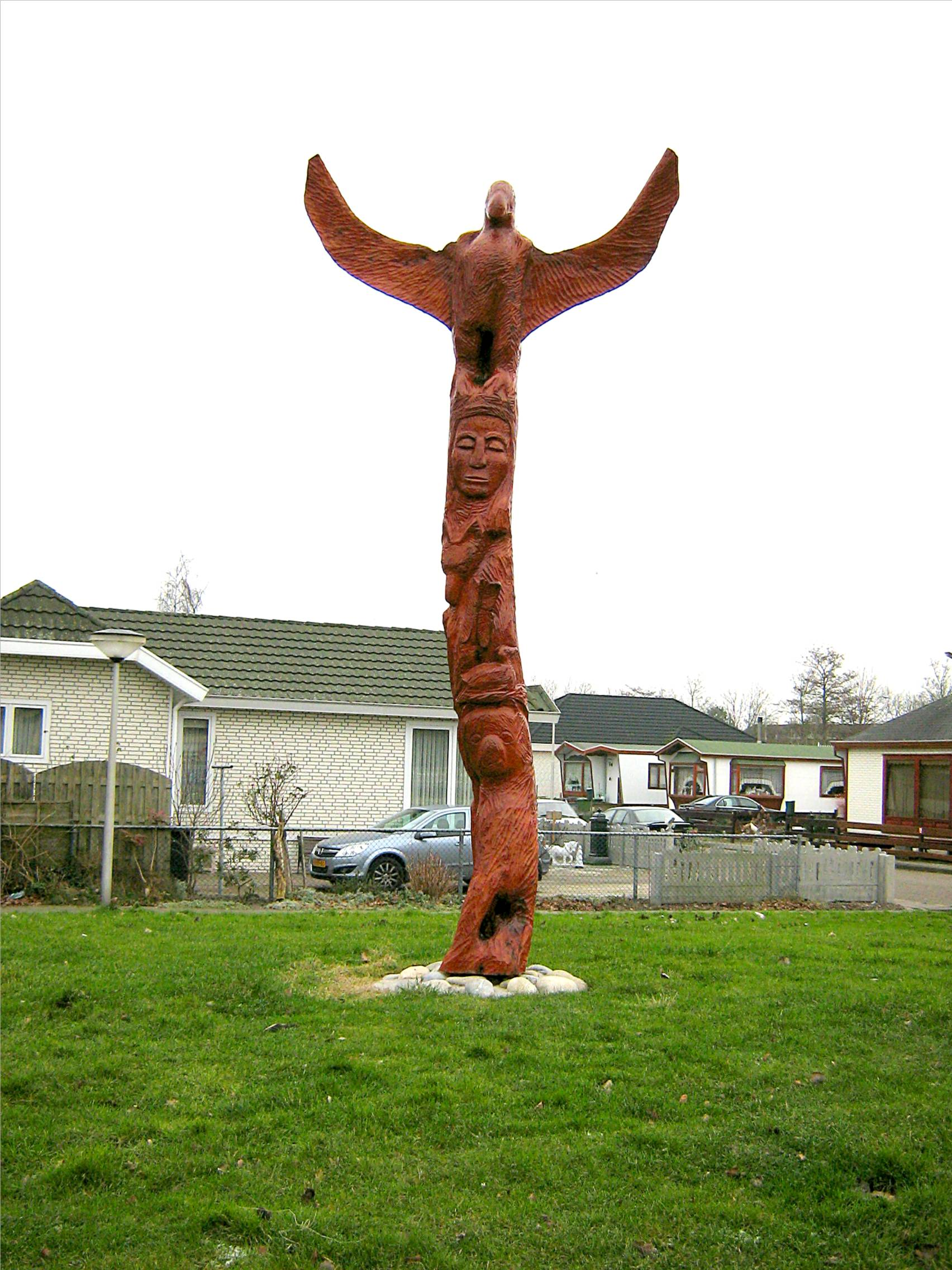
Totempaal